# Günther Merl
Günther Merl (* 30. März 1946 in Amberg) war Sprecher des Leitungsausschusses der Finanzmarktstabilisierungsanstalt.
Merl studierte von 1966 bis 1971 Betriebswirtschaftslehre an der Universität Erlangen-Nürnberg. Er promovierte 1973. Von 1974 an war er bei der Westdeutschen Landesbank (WestLB) tätig, bis er 1978 zur Landesbank Hessen-Thüringen (Helaba) nach Frankfurt am Main wechselte. Von 1986 bis 1990 war Merl Mitglied des Vorstandes der Helaba Luxembourg und von 1991 bis 2001 Mitglied des Vorstands der Helaba. Im Juli 2001 wurde er Vorstandsvorsitzender der Landesbank Hessen-Thüringen. Im September 2008 legte Merl sein Amt als Vorstandsvorsitzender nieder und trat aus der Bank aus. Ebenfalls bis 30. September war Merl Mitglied des Verwaltungsrates der DekaBank Deutsche Girozentrale.
Im Oktober 2008 berief ihn Bundesfinanzminister Steinbrück zum Sprecher des Leitungsausschusses der Finanzmarktstabilisierungsanstalt, die den Sonderfonds Finanzmarktstabilisierung verwaltet. Bereits im Januar 2009 erklärte Merl, seinen Posten zum 31. Januar aus persönlichen Gründen abzugeben.
Merl ist katholisch, verheiratet und hat eine Tochter. Zudem ist er Mitglied der katholischen Studentenverbindungen Teutonia Fribourg und Trifels München.